# Get Set Go
Get Set Go – amerykański zespół założony w 2003 r. w Highland Park w Los Angeles. Wykonują głównie rock niezależny. Do 2008 roku wydali cztery płyty długogrające.

## Dyskografia
- 2003 – So You've Ruined Your Life, TSR (CD - TSR #1236)[1]
- 2006 – Ordinary World (CD - TSR #1237)[2]
- 2007 – Selling Out & Going Home (CD - TSR #1238)[3]
- 2008 – Sunshine, Joy & Happiness: A Tragic Tale of Death, Despair and Other Silly Nonsense (CD - TSR #TCD-1240)[4]